# Recey-sur-Ource
Recey-sur-Ource – miejscowość i gmina we Francji, w regionie Burgundia-Franche-Comté, w departamencie Côte-d’Or.
Według danych na rok 1990 gminę zamieszkiwało 461 osób, a gęstość zaludnienia wynosiła 17 osób/km² (wśród 2044 gmin Burgundii Recey-sur-Ource plasuje się na 487. miejscu pod względem liczby ludności, natomiast pod względem powierzchni na miejscu 233.).